# David Benjamin Keldani
David Benjamin Keldani (* 1867 in Digala bei Urmia, Persien; † um 1940) alias Abdul Ahad Dawud war ein zum Islam konvertierter assyrischer Christ und Autor.

## Namen
Getauft wurde er auf den Namen David (Dawid, Dawud), den er auch nach seiner Konversion zum Islam beibehielt. Der Familienname „Benjamin“ (engl.) bzw. „Benyāmīn“ (syr.) ist wohl wie gewöhnlich vom Namen des Großvaters abgeleitet. Den Beinamen „Keldani“ (türkisch: Chaldäer) erhielt David Benjamin erst als Muslim. Der angenommene Name 'Abdu 'l-Ahad („Diener des Einen“) proklamiert den betont anti-trinitarischen Tauhīd des früheren Christen Dawud.

## Leben
Wichtigste Quelle ist die kurze englische Biographie, die dem Buch Benjamins vorangestellt ist. Sie geht unverkennbar in ihren Angaben, wahrscheinlich sogar im Wortlaut auf den Autor zurück. Beabsichtigte Falschinformationen sind nicht nachzuweisen. Einige Schreib- oder Druckfehler haben sich perpetuiert. Die vorliegende deutsche Übersetzung ist unzuverlässig. Einige englische Fassungen sind stellenweise verkürzt. 

### Christliche Periode
David erhielt seine Ausbildung in Urmia. Hier wirkte er 1886 bis 1889 als Lehrer und Dolmetscher an beiden Schulen der Anglikaner. Er unterrichtete Persisch und übersetzte theologische Ausführungen der Europäer in das Neu-Syrische. In dieser Zeit wurde er zum Diakon der Assyrischen Kirche des Ostens ordiniert. 1890 verließ er Urmia, um sein Glück in England zu suchen. Dort trat er spätestens 1892 zum Katholizismus über und studierte anschließend in Rom am Kolleg der Propaganda Fide Philosophie und Theologie. 1895 empfing er die Priesterweihe für die Chaldäisch-Katholische Kirche. Ab 1896 arbeitete er für die neu gegründete „Stimme der Wahrheit“ (Qala d-šrara) der Lazaristen in Urmia, der ersten katholischen Zeitschrift in neusyrischer Sprache. 1897 vertrat er die chaldäisch-katholischen Erzbistümer Urmia und Salamas auf dem 10. Eucharistischen Weltkongress in Paray-le-Monial (Frankreich). Dort warnte er in einem Vortrag vor dem wachsenden Einfluss der Russisch-Orthodoxen Kirche auf die ostsyrischen Christen der Region von Urmia. 1898 eröffnete er eine Schule in seinem Heimatdorf Digala. In den folgenden Jahren trat er in Schrift und Wort als Vertreter des assyrischen Nationalgedankens auf und wandte sich gegen die konfessionelle Teilung seines Volkes. Anders als vielfach zu lesen, war David Benjamin zu keiner Zeit ein Bischof von Salamas und/oder Urmia und hat solches persönlich auch nie behauptet. 
Im Sommer 1900 legte er mit einem Schreiben an den chaldäisch-katholischen Erzbischof von Urmia, Mar Thomas Audo (amtierte 1892–1917), das Priesteramt aus Gewissensgründen nieder. Für einige Monate wirkte Mr. Dáwúd, wie er dann genannt wurde, in Täbriz für die iranische Post- und Zollbehörde, danach als Dolmetscher und Lehrer des persischen Kronprinzen Mohammed Ali Mirza (* 1872; später Mohammad Ali Schah). 1903 schloss er sich, wieder in England, den Unitariern an von denen er 1904 zu Bildungs- und Aufklärungszwecken nach Persien, seiner alten Heimat, ausgesandt wurde. Auf dem Weg besuchte er Konstantinopel und konvertierte unter dem Einfluss des Scheich-ul-Islam 1905 schließlich zum Islam.

### Islamische Periode
Über das Leben Davids als Muslim ist so gut wie nichts bekannt außer der Abfassung seines Werkes Muhammad in the Bible. Es war ursprünglich eine Serie von Aufsätzen, die ab 1928 in der Zeitschrift The Islamic Review erschienen. Wann sie erstmals als Buch gedruckt wurden, ist ungeklärt, Drucke sind ab 1969 nachgewiesen. 
Mit Sicherheit dürfte David Benjamin die Konstitutionelle Revolution gegen den persischen Schah Mohammed Ali 1905–1911 sowie den Untergang der vor allem nach Salamas geflüchteten Nestorianer im Ersten Weltkrieg 1915–1918 miterlebt haben, wenngleich nicht unbedingt als Augenzeuge. Politische Kommentare Keldanis dazu sind nicht überliefert.

## Hintergrund
Als David Benjamin gerade 13 Jahre alt war, überfielen und besetzten osmanische Türken und Kurden 1880 Urmia, Salamas und Mahabad. Die Intervention von Briten, Russen und US-Amerikanern erzwang zwar ihren Rückzug, doch die Schwäche der zersplitterten orientalischen Christenheit und die Einmischung der Großmächte in die Missionsarbeit wurden schon damals deutlich. 
Protestantische, katholische, anglikanische, orthodoxe und lutherische Missionare aus den USA, Frankreich, Großbritannien, Russland und Deutschland versuchten im 19./20. Jahrhundert, in spürbarer Rivalität zueinander, die Christen der assyrischen „Kirche des Ostens“ in ihrem Sinne zu reformieren und zu Annäherung oder Anschluss an die jeweilige eigene Kirchengemeinschaft zu bewegen. Die seit der Spätantike bestehende „Kirche des Ostens“, die bis zum zerstörerischen Mongolensturm vom Irak bis nach Indien und in die Mongolei verbreitet war, war durch diesen in Personalbestand wie Verbreitungsgebiet stark reduziert worden sowie seit dem 16. Jahrhundert unter dem Einfluss Roms in einen katholischen („Chaldäer“) und einen nicht-katholischen Flügel („Nestorianer“, „Assyrer“) gespalten. Der Einfluss der „Nestorianermission“ schwächte die damals kaum noch 100.000 Gläubige zählenden Reste des ostsyrischen Christentums weiter. Der chaldäische Katholik David Benjamin Keldani sah ihren völligen Zusammenbruch voraus und warnte ab 1895 leidenschaftlich auch in assyrischer Sprache besonders vor dem Einfluss der Russen. Den Zusammenbruch verursachten tatsächlich dann politische Ambitionen.
Während des Ersten Weltkrieges und unter dem Eindruck der zunächst erfolgreichen russisch-armenischen Offensive gegen die osmanischen Türken schloss sich auch der mit 27 Jahren noch unerfahrene Patriarch Simon XIX. Benjamin den Russen an. Im Vertrauen auf russische Waffenhilfe erklärte er aufgrund des Völkermords an den Christen im Juni 1915 dem Osmanischen Reich, das die Glaubensgemeinschaften (Millet) der Christen jahrhundertelang unterdrückt hatte, den Krieg.
Doch kurdische Milizen unterbrachen den russischen Nachschub, vertrieben oder töteten die Nestorianer und plünderten deren Siedlungsgebiete. Bereits im Juli war die Hälfte ihrer Gemeinden vernichtet, nur mit Glück und nach hartem Kampf erreichten deren Überreste im September 1915 Urmia und Salmas. Aus ihnen bildete der Patriarch im Mai 1916 eine neue Streitmacht und ernannte sich selbst zum „General“. Diesen Heimatlosen, denen sich nach dem Zusammenbruch des Zarenreiches im November 1917 auch Armenier anschlossen, wurden im persisch-türkischen Grenzgebiet von kurdischen Milizen aufgerieben, Simon fiel im Februar 1918.
Angesichts dieser von Keldani vorhergesagten Katastrophe hatte er seinen Übertritt zum Islam mit der Rechtleitung allein durch Gott begründet, ohne die alle Wahrheitssuche ihn zuvor in die Irre geführt hätte.

## Werk
Im deutschsprachigen Raum ist vor allem Keldanis vom SKD-Verlag veröffentlichtes Werk Muhammad in der Bibel bekannt.  
Keldani behauptet dort, anhand von Textvergleichen, dass viele biblische Prophezeiungen fälschlich auf Jesus bezogen seien, sich in Wahrheit aber auf Mohammed bezögen.
Keldani übersetzte z. B. „Eudokia“ mit „Ahmadiya“ und sah im Periclytos (nicht Paraklet) weder den „Heiligen Geist“ noch irgendeinen Tröster, sondern Ahmad bzw. Mohammed. Für das größte Wunder des Islam und einen göttlichen Beweis der Prophetie Mohammeds hält Keldani indes den Umstand, dass der Name Ahmad bzw. Hamid, Mahmud oder Mohammed im Sinne von „der Gepriesene“ vor Mohammeds Geburt niemals verwendet oder vergeben worden war, weder bei den Arabern noch bei den Juden oder christlichen Völkern. Ebenso sei mit dem von Johannes angekündigten Propheten sowie dem Menschensohn nicht Jesus, sondern Mohammed gemeint. Mispha (Stein) wiederum beziehe sich nicht auf den „Fels“ Petrus, sondern auf einen muslimischen Sufi, den „Mustafa“ Mohammed bzw. den heiligen Stein der Kaaba. Scharf wandte sich Keldani immer wieder gegen die Bezeichnung der Muslime als „Mohammedaner“, da Mohammed nicht als Gründer eines „Mohammedanertums“, sondern als Diener des Willen Gottes angesehen werden müsse. Schließlich sei der Islam das Friedensreich Gottes auf Erden und dessen heilige neue Hauptstadt nicht Jerusalem, sondern Dār as-Salām. Dieses Reich sei bereits von Jeremia und Christus verkündet worden.
Er stellt ferner die These auf, dass das hebräische Wort „Shalom“, das assyrische „Shlama“, das arabische „Salam“ und „Islam“ vom selben semitischen Stamm „Shalam“ abgeleitet seien und dieselbe Bedeutung hätten: sich unterwerfen, sich anvertrauen und Frieden schließen. Heute wird mit dem zur Grußformel verallgemeinertem hebräischen „Shalom“ vor allem letzteres assoziiert.  